# Bartpflege

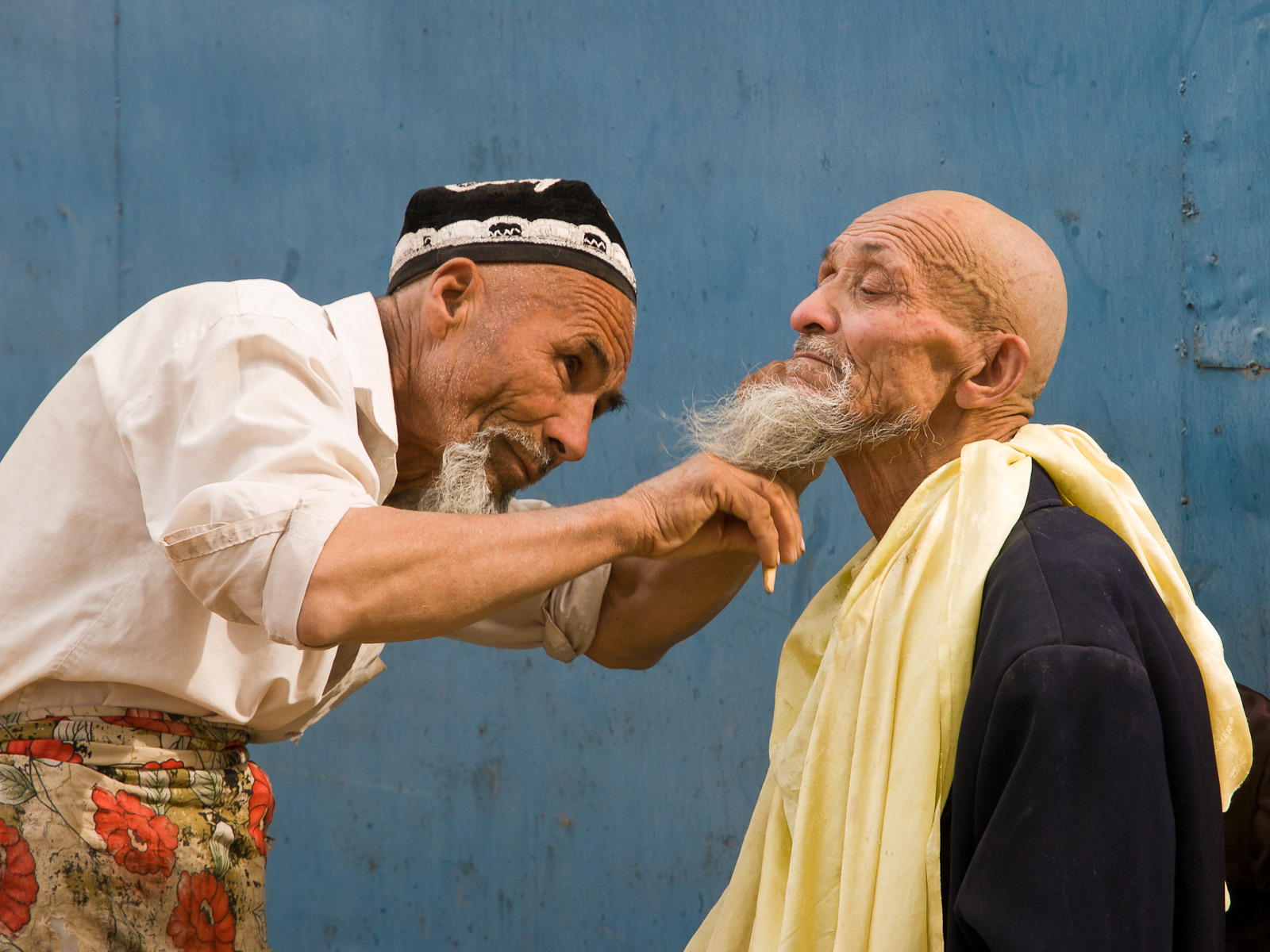
Die Bartpflege kann durch einen Barbier erfolgen.

Die Bartpflege ist ein Teil der Körperpflege. Sie umfasst das Rasieren oder Schneiden der Barthaare und das Kämmen und Frisieren des Bartes mit oder ohne Pflegemittel. Dies kann vom Bartträger selbst oder durch einen Barbier geschehen. Die Pflege dient überwiegend dem Aussehen und der Pflege der Haare und der darunter liegenden Haut.

## Bedeutung
Die Bartpflege hat in den letzten Jahren mit dem Aufkommen der Bartmode erheblich an Bedeutung gewonnen. So werden eine Vielzahl von Produkten gezielt für Bartträger angeboten. Dazu gehören z. B. Bartshampoo, Bartöl und Bartpomade. Auch das Zwirbeln des Bartes mit Hilfe von Bartwichse wird als Bartpflege angesehen.

## Pflegemittel

### Bartshampoo/Bartseife
In einem Bart können sich viele Verschmutzungen befinden, wodurch die Bartstruktur beschädigt werden kann. Mit Hilfe eines Bartshampoos kann dem Barthaar Glanz und ein Duft verliehen werden. Gleichzeitig wird die Haut unter dem Bart gepflegt, wodurch der Bildung von Unreinheiten auf der Haut entgegengewirkt werden kann. Es gibt auch Bartshampoos, die das Volumen des Bartes erhöhen können, wodurch der Bart dicker erscheint. Ist der Bart stärker verschmutzt, wird oft Bartseife verwendet.
Je nach Bartlänge wird die gewünschte Menge des Shampoos oder der Seife in dem Bart verteilt und eingerieben, bis es schäumt. Anschließend wird das Produkt mit lauwarmen Wasser ausgewaschen.

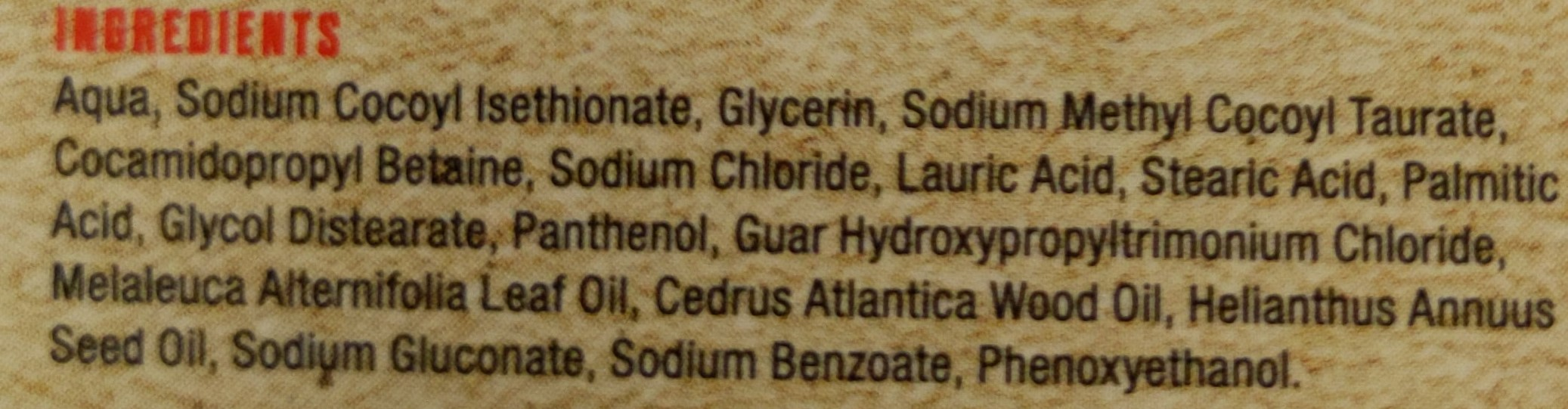
INCI-konforme Angabe der Inhaltsstoffe eines Bartshampoos.

### Bartöl
Bartöl pflegt das meist eher trockene und borstige Barthaar. Dadurch soll dem Barthaar Glanz und Geschmeidigkeit verliehen werden. Gleichzeitig soll es sich wie ein Schutzfilm um die Haare legen, um vor UV-Strahlung oder Kälte zu schützen. Auch die Haut unter dem Bart wird dabei gepflegt. Für die, die in den ersten Wochen des Bartwachstums unter dem Jucken durch piksende Stoppeln leiden, soll Bartöl helfen. Das herauswachsende Haar gleitet bei der Verwendung von Bartöl an der Haut vorbei.

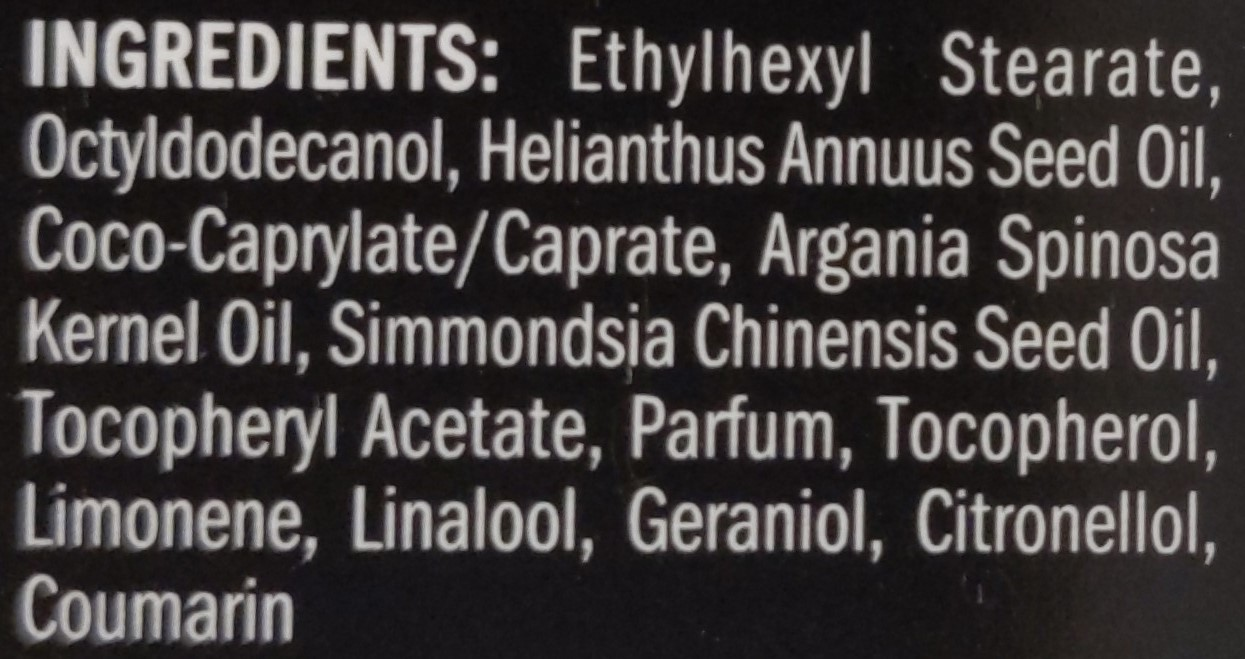
INCI-konforme Angabe der Inhaltsstoffe eines Bartöls.

### Bartcreme
Ist das Barthaar oder die Haut unter dem Bart trocken, kann Bartcreme verwendet werden. Bartcreme ist eine Feuchtigkeitspflege, die im Gegensatz zum Bartöl nicht nur oberflächlich wirkt, sondern vollständig in die Haut und bis in die Haarwurzeln einzieht. Die Inhaltsstoffe der Bartcreme gelangen so tiefer als Bartöl. Dadurch soll schuppige und entzündliche Hautveränderungen verhindert und der Juckreiz gestillt werden. Das Ziel derartiger Pflegeprodukte ist es, den Feuchtigkeitshaushalt der Epidermis langfristig zu erhöhen und die feinen Haarfollikel zu stärken.
Zusätzlich verleiht Bartcreme dem Bart Halt, eine natürliche Form und je nach Produkt einen Duft. Bartcreme ist eher leicht parfümiert, da der Hauptfokus auf der Barthaar- und Hautpflege liegt. Angewendet wird die Bartcreme, indem die Creme nach der Bartwäsche in den noch leicht feuchten Bart einmassiert wird, sodass die Creme auch mit der Gesichtshaut in Kontakt kommt. Anschließend kann der Bart mit einer Bartbürste in Form gebracht werden.

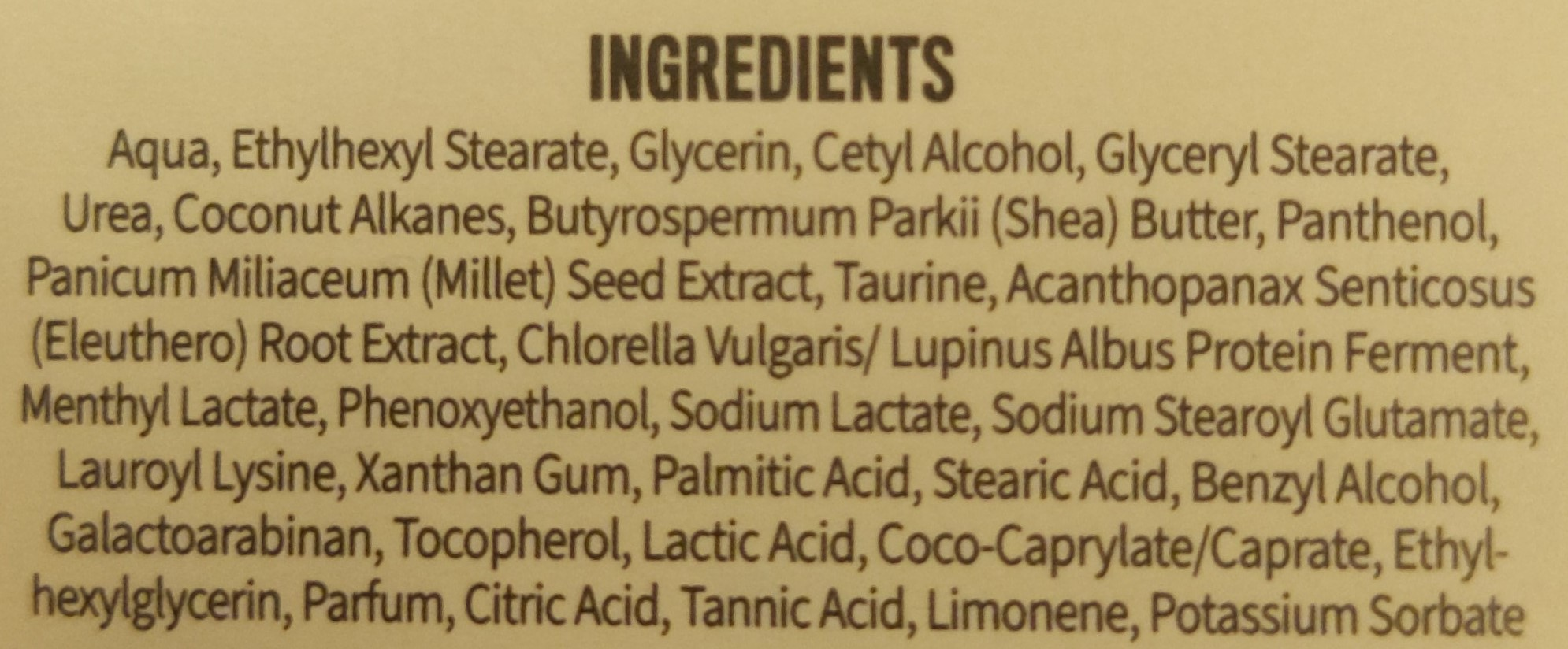
INCI-konforme Angabe der Inhaltsstoffe einer Bartcreme.

### Bartbalsam

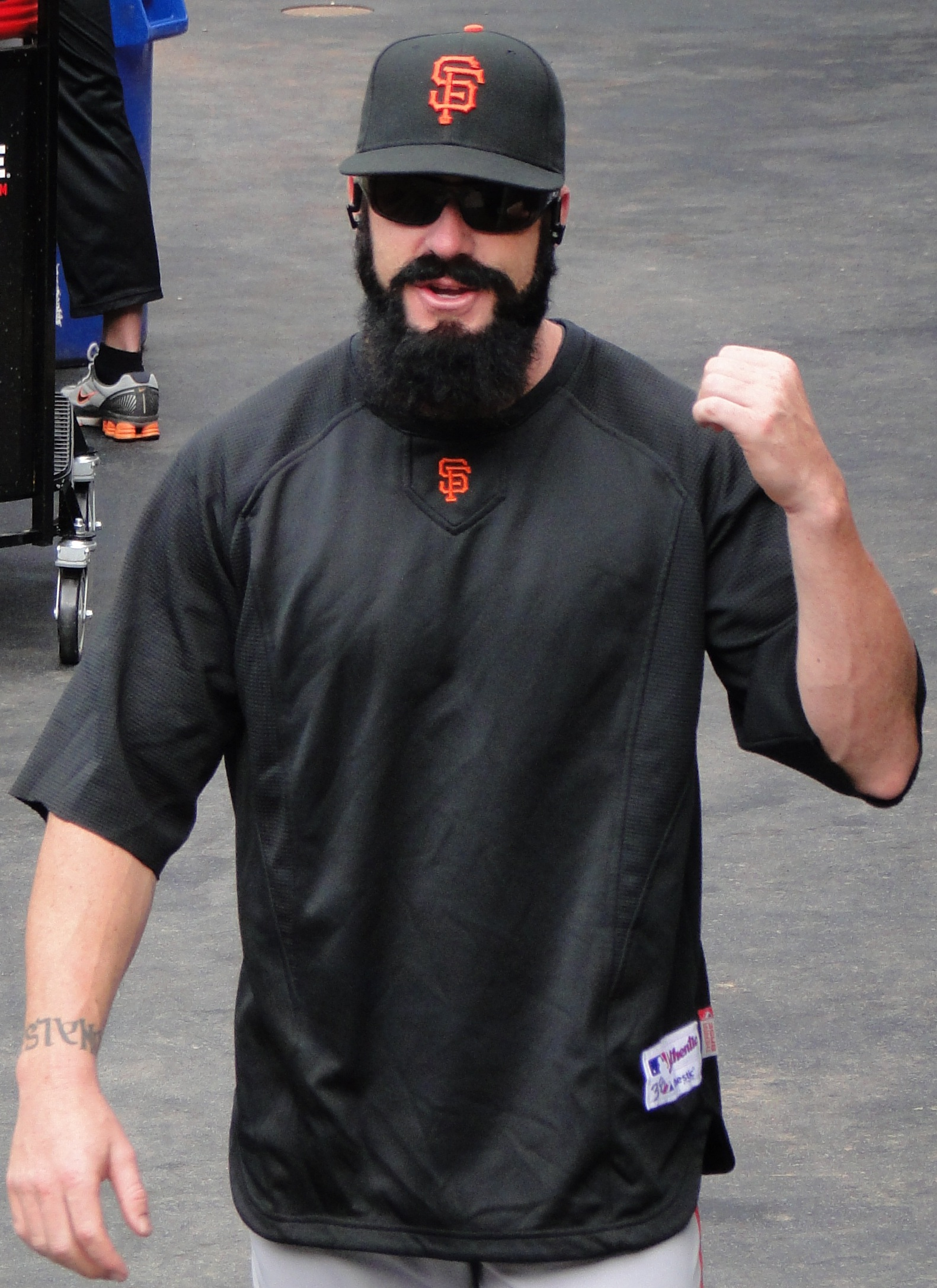
Bartpomade wird zum Stylen eines Vollbartes verwendet.

Bartbalsam wirkt ähnlich wie Bartcreme und pflegt den Bart. Es besteht aus einer Kombination aus Wachsen und Ölen, wie z. B. aus Shea Butter in Kombination mit Wollwachs oder aus Trägerölen wie Aprikosenkernöl, Traubenkernöl oder Mandelöl. Ätherische Öle sind außerdem oft als Duftgeber enthalten. In abgewandelten Bartbalsamen ist zusätzlich Bienenwachs enthalten, wodurch dem Bart Halt gegeben werden soll. 

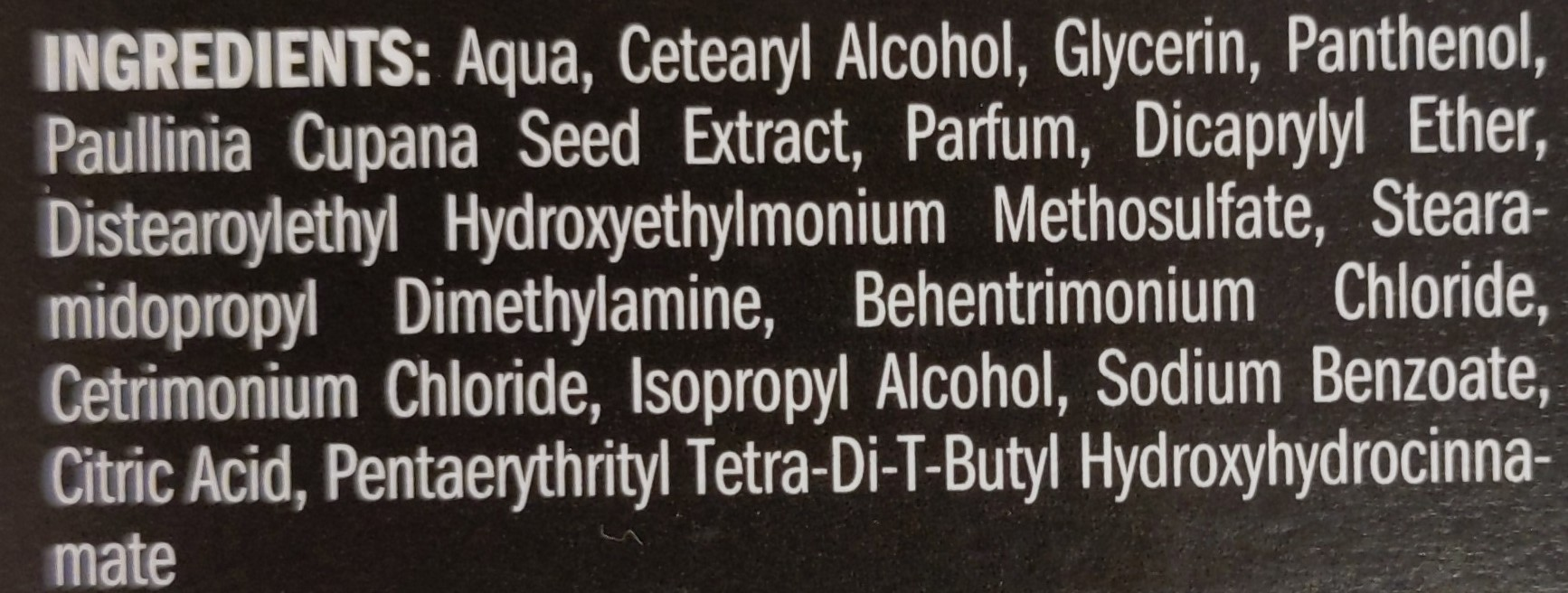
INCI-konforme Angabe der Inhaltsstoffe eines Bartbalsams.

### Bartpomade
Bartpomade ist ein Stylingprodukt und gibt dem Vollbart Halt. Idealerweise wird vor der Verwendung der Bartpomade Bartöl einmassiert. Anschließend wird eine mandelgroße Menge zwischen den Händen verrieben und in den Bart eingearbeitet. Mit Hilfe eines Kammes und durch einen Haartrockner kann der Bart anschließend in Form gebracht werden.

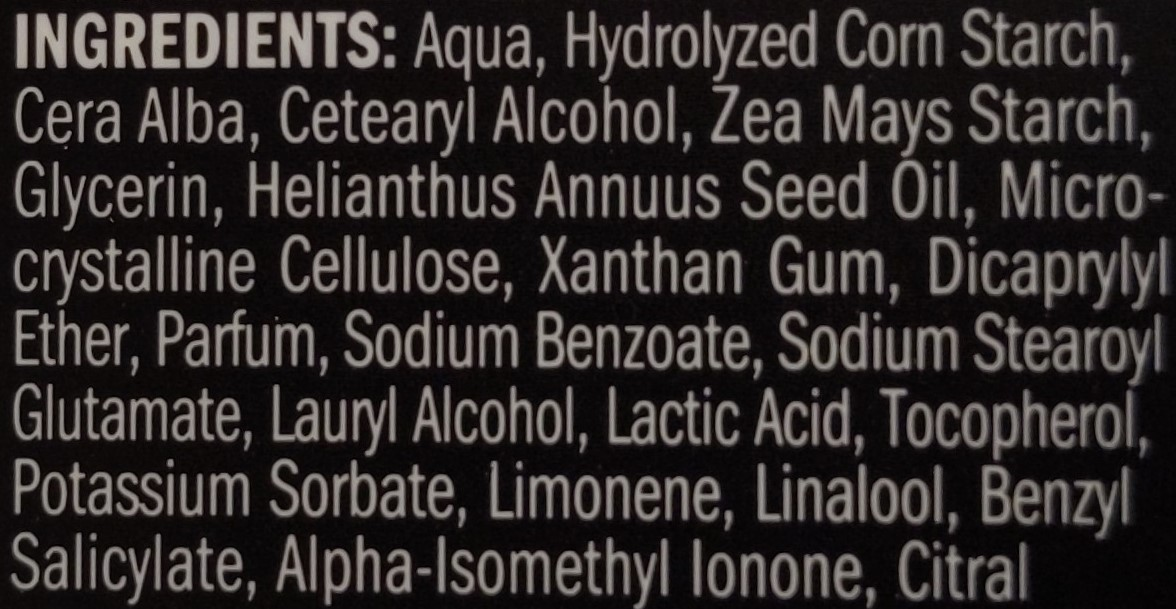
INCI-konforme Angabe der Inhaltsstoffe einer Bartpomade.

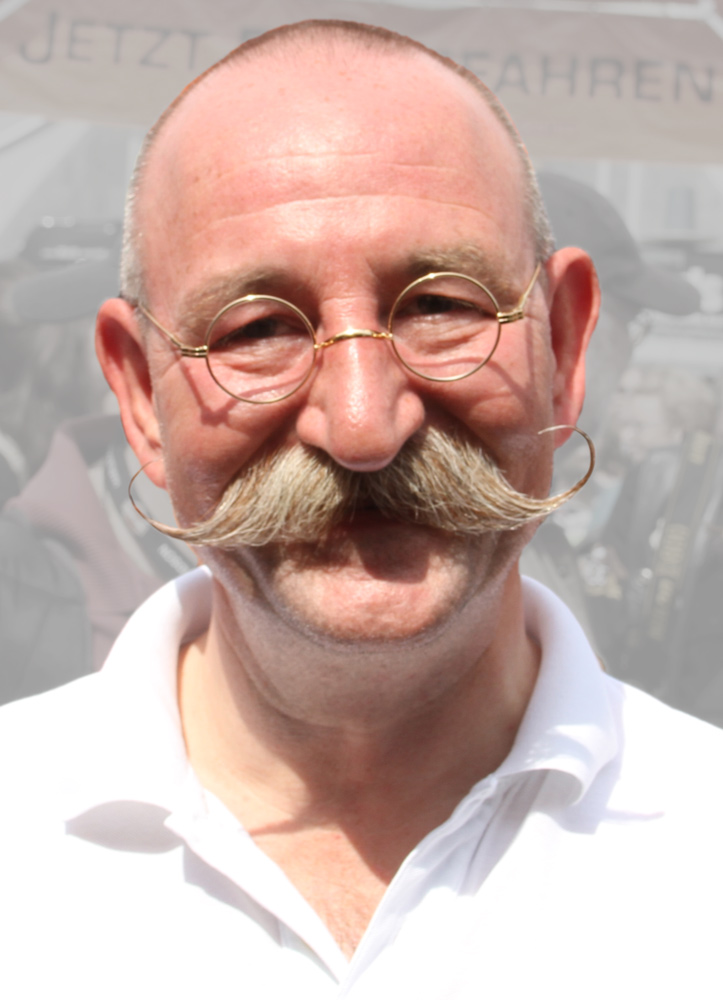
Bartwichse wird zum Stylen eines Zwirbelbartes verwendet.

### Bartwichse
Auch spielt für manche Schnurrbarttrachten die Bartwichse eine wichtige Rolle. Sie dient zum Formen und Zwirbeln des Oberlippenbartes (Eindrehen von größeren Schnurrbärten an den Enden). 

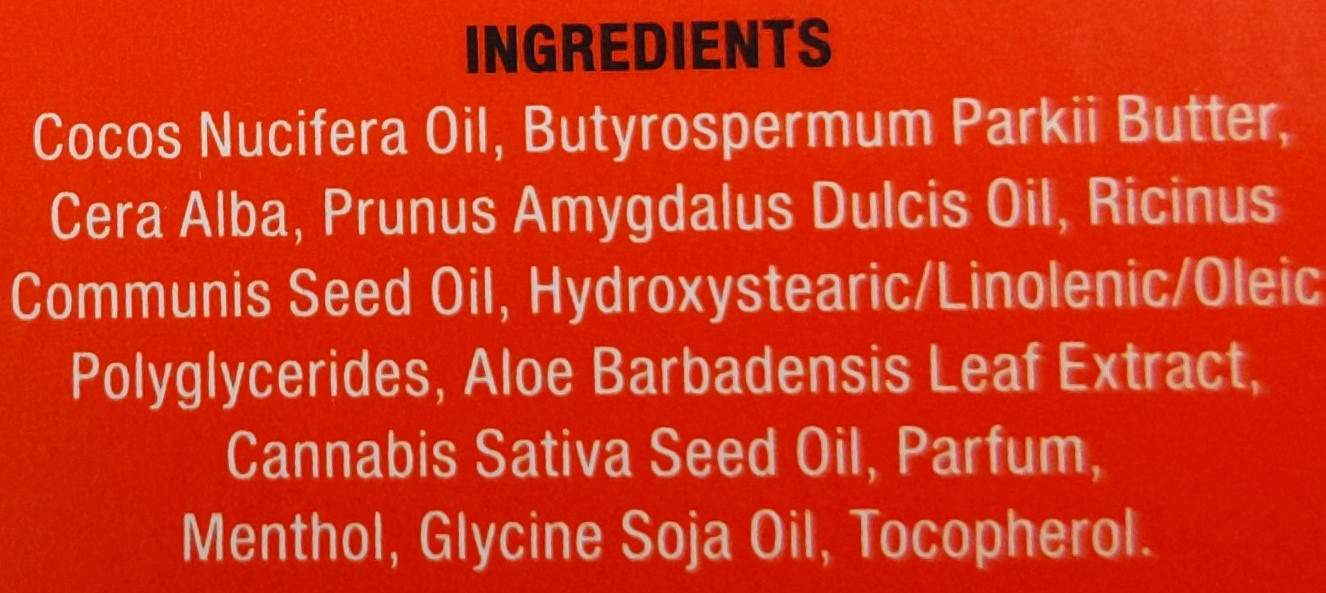
INCI-konforme Angabe der Inhaltsstoffe einer Bartwichse.

Da Bartwichse sehr hart ist, kann der Behälter mit dem Produkt vor der Verwendung leicht erwärmt werden. Die Entnahme gelingt am besten mit dem Fingernagel. Zum Zwirbeln der Seiten reicht meist eine erbsengroße Menge. Dafür wird das Produkt zwischen den Fingern verrieben und in die Enden des Oberlippenbartes eingearbeitet. Besonders krauses und störrisches Barthaar kann vorher vorsichtig mit einem Glätteisen begradigt werden.

### Rasierer und Bartschneider

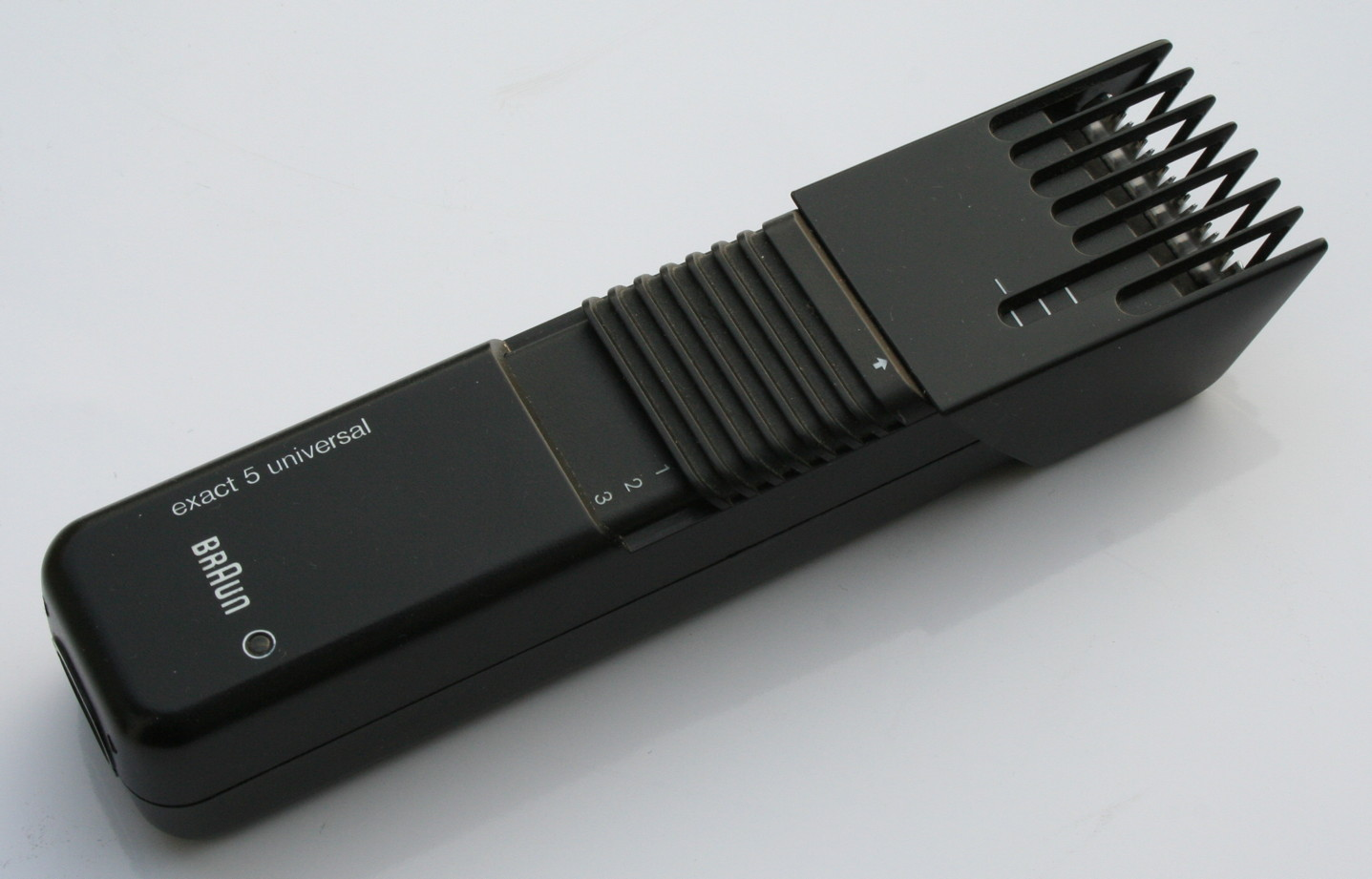
Akkubetriebener Bartschneider

Bärte werden außen zur Konturenbildung ausrasiert. Um den Bart in Form zu bringen, werden Rasiermesser, Rasierhobel oder Systemrasierer verwendet. Eine gute Rasur erkennt man daran, dass keine Bartstoppeln sichtbar sind und Konturen sauber geschnitten sind. Beim Dreitagebart werden zur Bartpflege die Spitzen weggeschnitten. Die Bartpflege ist nicht zu verwechseln mit dem Glattrasieren, da hier kein Bart gepflegt wird.
Zum Kürzen und Stutzen eines bestehenden Bartes sind im Handel mechanische und elektrische Bartschneider erhältlich. Bei den mechanischen Geräten wird die Scherbewegung durch Zusammendrücken zweier Hebel erzeugt, bei elektrischen durch einen Motor.

### Bartbürste/Bartkamm
Die Bartbürste und der Bartkamm sind Utensilien, mit denen der Bart in Form gebracht werden kann. 

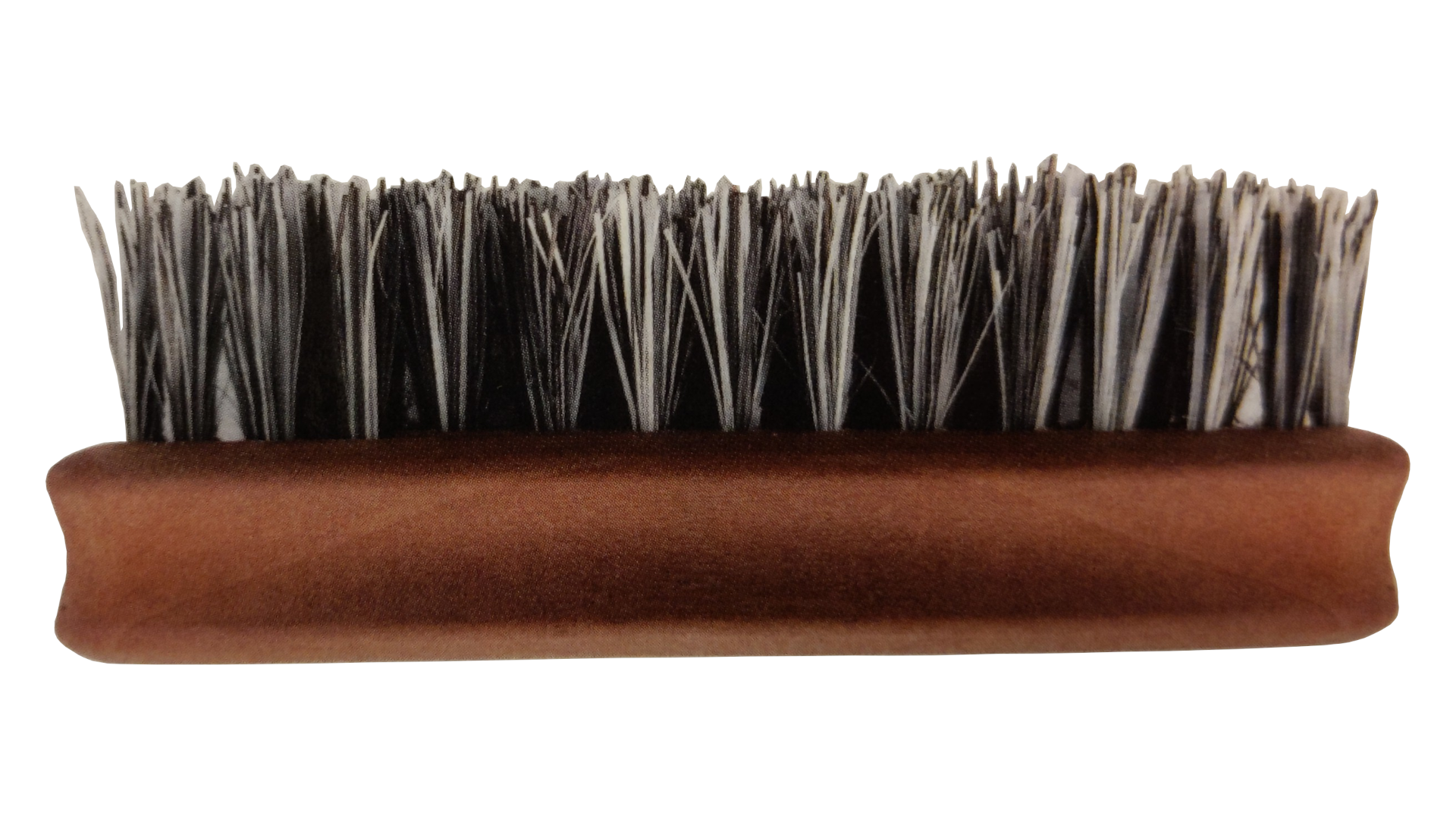
Mit einer Bartbürste wird der Bart in Form gebracht.

Die Bartbürste sorgt dafür, dass der Bart weich und sauber aussieht und nicht verfilzt und struppig ist. Eine Bartbürste soll zudem  auch die Haut darunter massieren. Dadurch wird die Produktion von Talg angeregt, welcher dann mit den Borsten abgetragen wird. Mit der Bürste wird nun der körpereigene Nährstoff optimal im gesamten Bart verteilt. Dies sorgt nicht nur dafür, dass das Barthaar nicht austrocknet, sondern macht ihn auch geschmeidiger.
Eine Bartbürste kann u. a. aus Wildschweinborsten oder aus Naturfasern bestehen. Bei den normalen Bartbürsten sind die Borsten in unterschiedlichen Längen und verschiedenen Abständen in den Bürstenkörper eingefügt. Damit sind sie in der Lage, auch unterschiedlich lange Barthaare gleichmäßig durchzubürsten und kein Haar auszulassen. Bei einem kurz getrimmten Bart und feinem Barthaar ist allerdings eine Bartbürste mit dichten und gleichmäßigen Reihen geeignet. Die dichten und geraden Borsten massieren die Haut durch die feinen und kurzen Barthaare hindurch. Sie entfernen sämtliche Hautschuppen sorgfältig aus dem Bart. Dabei sind sie so sanft, dass die empfindliche Haut nicht gereizt wird. Auch für den Bart auf der Oberlippe oder einen sehr feinen Bart eignet sich diese Bartbürste.
Bei längeren Barthaaren kommt die Bürste nicht mehr durch die Haare bis auf die Haut hindurch. Dann wird in der Regel ein Kamm verwendet. Je länger die Barthaare sind, desto leichter können sie sich zu kleinen Knoten verwirren. Ein großer und mit groben Zinken versehener Kamm hilft, die Knötchen schonend und mit viel Gefühl zu entwirren. Der Kamm sollte aus Materialien sein, die antistatisch sind. Natürliche Materialien wie Horn, Holz und natürliches Kautschuk nehmen den Talg aus der Haut gut auf und verteilen ihn in den Barthaaren.